# Pseudophilautus regius
Espèce
Synonymes
- Philautus regius Manamendra-Arachchi & Pethiyagoda, 2005

Statut de conservation UICN

 DD  : Données insuffisantes
Pseudophilautus regius est une espèce d'amphibiens de la famille des Rhacophoridae.

## Répartition
Cette espèce est endémique du centre du Sri Lanka. Elle se rencontre dans les provinces de l'Est, du Centre-Nord et d'Uva.

## Description
Pseudophilautus regius mesure de 18 à 22 mm pour les mâles. Son dos est brun chocolat s'assombrissant vers l'arrière du corps. Ses flancs sont bruns à brun rougeâtre et bordés de blanc dans le bas. Son ventre est blanc avec une pigmentation brun foncé.

## Étymologie
Son nom d'espèce, du latin regius, « royal », lui a été donné en référence à sa localité type située dans l'ancien royaume de Polonnâruvâ.

## Publication originale
- Manamendra-Arachchi & Pethiyagoda, 2005 : The Sri Lankan shrub-frogs of the genus Philautus Gistel, 1848 (Ranidae: Rhacophorinae), with description of 27 new species. The Raffles Bulletin of Zoology, Supplement Series, no 12, p. 163-303 (texte intégral).